# Виборчий округ 48
Виборчий округ 48 — виборчий округ в Донецькій області. В сучасному вигляді був утворений 28 квітня 2012 постановою ЦВК №82 (до цього моменту існувала інша система виборчих округів). Окружна виборча комісія цього округу розташовується в будівлі Краматорської міської ради за адресою м. Краматорськ, пл. Миру, 2.
До складу округу входить місто Краматорськ. Виборчий округ 48 межує з округом 49 на півдні та з округом 47 на заході, на півночі і на сході. Виборчий округ №48 складається з виборчих дільниць під номерами 140970-141058 та 142444.

## Народні депутати від округу
| Ім'я                     | Фото | Партія          | Скликання | Дата набуття повноважень | Дата припинення повноважень |
| ------------------------ | ---- | --------------- | --------- | ------------------------ | --------------------------- |
| Боярський Юрій Іванович  |      | Партія регіонів | 7-ме      | 12 грудня 2012           | 27 листопада 2014           |
| Єфімов Максим Вікторович |      | самовисуванець  | 8-ме      | 27 листопада 2014        | 29 серпня 2019              |
| Єфімов Максим Вікторович |      | самовисуванець  | 9-те      | 29 серпня 2019           | 8 грудня 2023               |

## Результати виборів

### Парламентські

#### 2019
Кандидати-мажоритарники:
- Єфімов Максим Вікторович (самовисування)
- Ошурко Денис Вікторович (самовисування)
- Васілі Євген Ігорович (Слуга народу)
- Єфімов Максим Олександрович (самовисування)
- Корнієнко Сергій Миколайович (Свобода)
- Толстогузов Олександр Володимирович (Батьківщина)
- Селезньов Костянтин Семенович (самовисування)
- Щербачук Яна Іванівна (самовисування)
- Лазаренко Катерина Олександрівна (самовисування)
- Соломко Валерій Іванович (самовисування)
- Кумачов Олександр Сергійович (самовисування)
- Тонкошкур Єгор Едуардович (самовисування)
- Зубов Валентин Сергійович (самовисування)
- Тихоненко Олександр Володимирович (самовисування)
- Скляров Дмитро Володимирович (самовисування)
- Масалітін Сергій Миколайович (самовисування)
- Сокол Максим Євгенович (самовисування)
- Нікітін Микита Дмитрович (самовисування)
- Харченко Віктор Володимирович (самовисування)

#### 2014
Кандидати-мажоритарники:
- Єфімов Максим Вікторович (самовисування)
- Боярський Юрій Іванович (самовисування)
- Ржавський Володимир Іванович (Блок Петра Порошенка)
- Борозенцев Сергій Вікторович (Батьківщина)
- Близнюк Сергій Анатолійович (самовисування)
- Фоміна Світлана Олександрівна (Сильна Україна)
- Корнієнко Сергій Миколайович (Свобода)
- Пісарєв Вадим Якович (самовисування)
- Пальченко Олександр Миколайович (Радикальна партія)
- Лучко Дар'я Юріївна (самовисування)
- Шейко Костянтин Володимирович (самовисування)
- Байлов Олександр Петрович (самовисування)
- Безверхий Олександр Володимирович (самовисування)
- Ткачук Володимир Михайлович (самовисування)
- Байрак Роман Володимирович (самовисування)
- Одаренко Ольга Володимирівна (самовисування)
- Славинський Ігор Олександрович (самовисування)
- Денисенко Олександр Анатолійович (самовисування)
- Зоря Юрій Миколайович (самовисування)
- Кіріндясова Вікторія Олексіївна (самовисування)
- Ніскоромних Віра Геннадіївна (самовисування)
- Чижик Катерина Вікторівна (самовисування)
- Осика Вадим Вікторович (самовисування)
- Безверхий Артем Володимирович (самовисування)
- Кода Олексій Олегович (самовисування)

#### 2012
Кандидати-мажоритарники:
- Боярський Юрій Іванович (Партія регіонів)
- Городенський Максим Олексійович (Комуністична партія України)
- Ржавський Володимир Іванович (Батьківщина)
- Сопельник Віктор Іванович (УДАР)
- Гордієнко Сергій Леонідович (Народно-трудовий союз України)
- Кривошеєв Дмитро Олексійович (Європейська партія України)
- Корнієнко Сергій Миколайович (самовисування)

## Явка
Явка виборців на окрузі: